# Abgaryan
Abgaryan (armenisch Աբգարյան) ist ein armenischer Nachname.

## Namensträger und Namensträgerinnen
- Clara Abgaryan (1916–1996), im Iran geborene armenische Malerin
- Edward Abgaryan (* 1994), armenischer E-Sportler
- Narek Abgaryan (* 1992), armenischer Boxer
- Narine Abgaryan (* 1971), in der UdSSR geborene Schriftstellerin und Bloggerin armenischer Herkunft